# Dolichurus albifacies
Dolichurus albifacies là một loài côn trùng cánh màng trong họ Ampulicidae, thuộc chi Dolichurus. Loài này được Krombein miêu tả khoa học đầu tiên năm 1979.